# 4986 Osipovia
4986 Osipovia este un asteroid din centura principală, descoperit pe 23 septembrie 1979 de Nikolai Cernîh.